# Recoil
『Recoil』(りこいる)は、ARTIFACT OF INSTANTの通算3枚目のミニアルバム。2016年8月3日に自主レーベル THE EIGYO RECORDから発売された。

## 概要
前作より約1年ぶり、今作よりバンド自主レーベルTHE EIGYO RECORDからのリリースとなる。
前作と異なり、収録曲の殆どをリリース前のライブにて披露しており、2016.6.18 SR BOXにて行われた自主企画「テンション降臨'16〜BAN'S ENCOUNTER "夜明け前"リリースツアー〜」の終演後のBGMとして使用された。
前々作、前作までは表題曲が存在したが、今作においては同タイトル曲が存在しない。レコーディングは2016年5月に奈良県のMORGにて行われた。

## 収録曲
1. From Jacqueline
作詞：飯干達郎 作曲：ARTIFACT OF INSTANT
早衣子が初のメインボーカルを務める。楽曲は前々作「モラトリアム」制作期間に存在したという。
2. C.P.
作詞：飯干達郎 作曲：ARTIFACT OF INSTANT
タイトルは"Cutting Pie"の略称。制作期間の後半に作られた。
3. EGO
今作の発売発表と同時にYouTube上にてMusic Videoも解禁された。(撮影地は千葉県)
4. You
作詞：飯干達郎 作曲：ARTIFACT OF INSTANT
2016.2.3 大阪府のBRONZEでの自主企画「テンション降臨'16」にて初披露。(その後の東京、福岡公演でも演奏された) 当時のタイトルは"優"(やさし) 前作の収録曲候補だった。
5. Mob
作詞：飯干達郎 作曲：ARTIFACT OF INSTANT
2016.4.9 長崎県のStudio DO!にて行われたライブにて初披露。制作期間の後半に作られた。
6. Will
作詞：飯干達郎 作曲：ARTIFACT OF INSTANT
「モラトリアム」収録曲いつか、また、以来の飯干による作曲。2016.6.18 ラジオ番組にて初解禁され、同日のライブにて初披露。2016.7.26、YouTubeにてMusic Videoを発表。(撮影地は千葉県) 本作発表前にブログに基となったと推される文章が飯干によって綴られている。仮題は"達郎さん"。制作期間の後半に作られた。タイトルには「意志」「遺言」という意味が込められており、リリース後のツアーを以て脱退した飯干が最後に書いた曲でもある。
7. Dear Jacqueline
作詞：飯干達郎 作曲：ARTIFACT OF INSTANT
タイトルは本作発表前の飯干の個人ブログに使用されていた。(現在は非公開)1曲目と二部作として制作された。歌詞カードに掲載されていない歌詞が存在する。